# David Dinsmore
David Dinsmore (25 de mayo de 1997) es un deportista estadounidense que compite en saltos de plataforma. Ganó una medalla de bronce en el Campeonato Mundial de Natación de 2017, en la prueba de equipo mixto.

## Palmarés internacional
| Campeonato Mundial | Campeonato Mundial | Campeonato Mundial | Campeonato Mundial |
| Año                | Lugar              | Medalla            | Prueba             |
| ------------------ | ------------------ | ------------------ | ------------------ |
| 2017               | Budapest (Hungría) | Medalla de bronce  | Equipo mixto       |